# 市川ショウ
市川 ショウ（いちかわ ショウ、6月4日  - ）は、日本の漫画家。静岡県出身。。血液型はA型。性別は女性。

## 来歴・人物
2006年、『Sho-Comi』本誌6号にて「きせかえダーリン」でデビュー。
大学時代に友人から「カエルに似てるね」と度々言われていたことから、自画像の似顔絵がカエルの着ぐるみを着ている絵となった。大の犬好きであり 、FC2作目の『犬じかん』などでも犬を元にしたストーリーとなっている。
私生活では2009年6月に第一子となる男児を出産。
約1年ほど産休にて休業していたが、2010年『Sho-Comi』9号「意地悪らいおん」にて同誌で復帰した。この作品は作者が産休前に執筆していた読み切り、「小悪魔らいおん」の続編という形になった。

## 作品一覧

### 読み切り作品
- きせかえダーリン（デビュー作、2006年『Sho-Comi』6号掲載）
- 六法恋書（2006年Sho-Comi増刊増刊4/15号掲載）
- OUTSIDEコンプレックス（2006年『Sho-Comi』9号掲載）
- AとOのカタチ（2006年『Sho-Comi』増刊6/15別冊付録掲載）
- 恋愛@ホーム（2006年『Sho-Comi』13号掲載、『小悪魔らいおん』収録）
- AとBの事情（2006年『Sho-Comi』17号掲載）
- おいしい時間（2007年『Sho-Comi』増刊2/14号掲載、オムニバスコミック『コスプレ男子図鑑』収録）
- オレ様家政婦。（2007年『Sho-Comi』8号別冊付録掲載、『おうちへ帰ろう。』収録）
- TEA TIME LOVERS（2007年『Sho-Comi』増刊6/15号掲載、『会長、スキって言ってもいいですか?』収録（後にオムニバスコミック『幼なじみと、キスする方法。』に再録））
- 数学的恋愛確率（2007年Sho-Comi 18号掲載、『パパとママはじめました。』1巻収録）
- デジタルハニー（2007年『Sho-Comi』増刊12/15号掲載、『おうちへ帰ろう。』収録）
- ヒミツのチカラ（2008年『Sho-Comi』増刊4/15号掲載、『犬じかん』収録）
- あまくちコイゴコロ（2008年『Sho-Comi』増刊6/15号掲載、『犬じかん』収録）
- それでもやっぱり君が好き（2008年『Sho-Comi』22号掲載、『空色恋色』収録）
- 桜色恋色（2009年『Sho-Comi』増刊4/15号掲載、『空色恋色』の番外編で同単行本に収録）
- 小悪魔らいおん（2009年『Sho-Comi』10号掲載、『小悪魔らいおん』収録）
- LIFE+B（2010年『Sho-Comi』5号別冊付録掲載、『小悪魔らいおん』収録）
- 意地悪らいおん（2010年『Sho-Comi』9号掲載、『小悪魔らいおん』の続編で同単行本収録）
- 不機嫌らいおん（2010年『Sho-Comi』増刊8/15号掲載、『小悪魔らいおん』の続編で同単行本収録（後にオムニバスコミック『獣だもの』に再録））
- 恋人は同居人（2010年『Sho-Comi』21号別冊付録掲載、携帯恋愛ゲーム会社『ボルテージ』の作品を漫画化）
- Smile!（2011年『Sho-Comi』2号掲載、『初恋の悪戯』収録）
- 初恋の悪戯（2011年『Sho-Comi』増刊3/15号掲載、『初恋の悪戯』収録）
- ランジェリーLOGIC（2011年『Sho-Comi』12号別冊付録掲載、オムニバスコミック『チューしちゃった!?…トモダチと!』収録（後に『ストロベリーシッターズ』に再録））
- ランジェリーLOGIC バージョンPINK♥（2011年『Sho-Commi』14号掲載、12号掲載の続編にあたる、オムニバスコミック『恋、ぴんく。～私の気持ち、聞いてくれる?～』収録（後に『ストロベリーシッターズ』に再録））
- マジメくんとバカヨちゃん（2011年『Sho-Comi』増刊9/15号掲載、『会長、スキって言ってもいいですか?』収録）
- 絶対王子恋愛論（2011年『Sho-Comi』23号掲載、『パパとママはじめました。』1巻収録）
- ディフェンスばかりの恋じゃダメ!!（2012年『Sho-Comi』5号別冊付録掲載、『パパとママはじめました。』2巻収録）
- 水玉のコイゴコロ（2012年『Sho-Comi｣増刊4/15号掲載、『パパとママはじめました。』2巻収録）
- 蛍のヒカリ、星のヒカリ（2012年『Sho-Comi』増刊7/15号掲載、『女子高生で、花嫁で。』収録）
- 今日も、明日も、未来も（ソナーポケット「君と見る未来。」原作、2012年『Sho-Comi』18号別冊付録掲載、『女子高生で、花嫁で。』収録）
- 女子高生で、花嫁で。（2012年『Sho-Comi』増刊9/15号掲載、『女子高生で、花嫁で。』収録）
- 年下TRAP（2012年『Sho-Comi』増刊11/15号掲載、『女子高生で、花嫁で。』収録）
- おんがくのじかん（2013年『Sho-Comi』12号掲載）
- キスして苺は甘くなる（2013年『Sho-Comi』増刊6/15号掲載、『タローくんはこう見えて意外と×××です。』収録）
- 恋する月と太陽くん（2013年『Sho-Comi』増刊8/15号掲載、オムニバスコミック『恋、敏感。』収録（後に『やっぱりタローくんはこう見えて意外と×××です。』に再録））
- Oh!No!Baby!（オムニバスコミック『ギュウっ!!～彼のことが好きスギて困っちゃう!～』描き下ろし作品）
- 小悪魔じっく!（2015年『Sho-Comi』増刊12/15号掲載、『スウィート・ビタールーム』収録）
- なないろコントラスト（2016年『Sho-Comi』増刊2/14号掲載、『スウィート・ビタールーム』収録）
- この結婚には’スキ’がない（2016年『Sho-Comi』増刊4/15号掲載、『スウィート・ビタールーム』収録）
- 知ってるキモチ、知らないカラダ（2016年『Sho-Comi』増刊6/15号掲載）
- スウィート・ビタールーム（2016年『Sho-Comi』増刊8/15号掲載、『スウィート・ビタールーム』収録）
- 不思議の部屋の王子様（2016年『Sho-Comi』増刊10/15号掲載、『スウィート・ビタールーム』収録）
- 片恋モラトリアム（2018年『Sho-Comi』増刊10/15号掲載）

### 連載作品
- おうちへ帰ろう。（2007年『Sho-Comi』13号 - 2007年15号連載）
- HOBBY HOBBY（2007年『Sho-Comi』23号 - 2008年1号連載、『初恋の悪戯』収録）
- 犬じかん（2008年『Sho-Comi』16号 - 2008年18号連載）
- 空色恋色（2008年『Sho-Comi』24号 -2009年2号連載）
- パパとママはじめました。（2012年『Sho-Comi』1号 - 2012年12号連載）
- 会長、スキって言ってもいいですか?（2013年『Sho-Comi』5号 - 2013年7号連載）
- タローくんはこう見えて意外と×××です。（2014年『Sho-Comi』増刊8/15号 - 増刊2015年2/14号連載）
- やっぱりタローくんはこう見えて×××です。（2015年『Sho-Comi』増刊4/15号 - 2015年増刊10/15号連載、2015年『Sho-Comi』13号掲載）
- ストロベリーシッターズ（2016年『Sho-Comi』増刊12/15号 - 2017年増刊12/15号連載）
- まだ運命の人に出会ってないだけ!!（2018年『Sho-Comi』増刊2/14号 - 増刊2018年6/15号連載）
- 柊先生の夜の事情（2018年『＆フラワー』10号 - 2020年12号連載）※不定期
- まじまじ〜まじめな彼とまじわる放課後〜（2018年『Sho-Comi』16号別冊付録、増刊8/15号掲載、『まだ運命の人に出会ってないだけ!!』収録）
- シーソーゲーム。はじめて両想いになったら読む話（2018年『Sho-Comi』増刊12/15号  - 増刊2019年4/15号連載）
- Sフレコンプレックス（2020年『＆フラワー』28号 - 2021年12号）※不定期
- 不遇な令嬢はエリート魔術師の重すぎる愛に気がつかない（原作：夢魔子、2024年『comicスピラf』vol.04 - 連載中）

## 刊行作品

### コミックス
- おうちへ帰ろう。
- 犬じかん
- 空色恋色
- 小悪魔らいおん
- 初恋の悪戯
- パパとママはじめました。（全2巻）
- 女子高生で、花嫁で。
- 会長、スキって言ってもいいですか?
- タローくんはこう見えて意外と×××です。
- やっぱりタローくんはこう見えて×××です。（上記の続編）
- スウィート・ビタールーム
- ストロベリーシッターズ
- まだ運命の人に出会ってないだけ!!

### オムニバス作品
- 放課後、キミと恋をして。
  - 『オレ様家政夫。』収録
- コスプレ男子図鑑
  - 『おいしい時間』収録
- ねぇ、あたしのこと好きなんでしょ?
  - 『小悪魔らいおんGril’s side』収録（小悪魔らいおん未収録作品）
- 獣だもの
  - 『不機嫌らいおん』収録
- チューしちゃった!?…トモダチと!
  - 『ランジェリーLOGIC』収録
- 恋、ぴんく。～私の気持ち、聞いてくれる？～
  - 『ランジェリーLOGICバージョンPINK』収録
- ギュウっ!!～彼のことが好きスギて困っちゃう!～
  - 描き下ろし作品『Oh!No!Baby』収録
- 恋、敏感。
  - 『恋する月と太陽くん』収録
- 幼なじみと、キスする方法。
  - 『TEA TIME LOVERS』収録

### イラスト
- 流れ星のように君は（著：みゆ、2019年5月24日、集英社みらい文庫）